# Samsung Ch@t

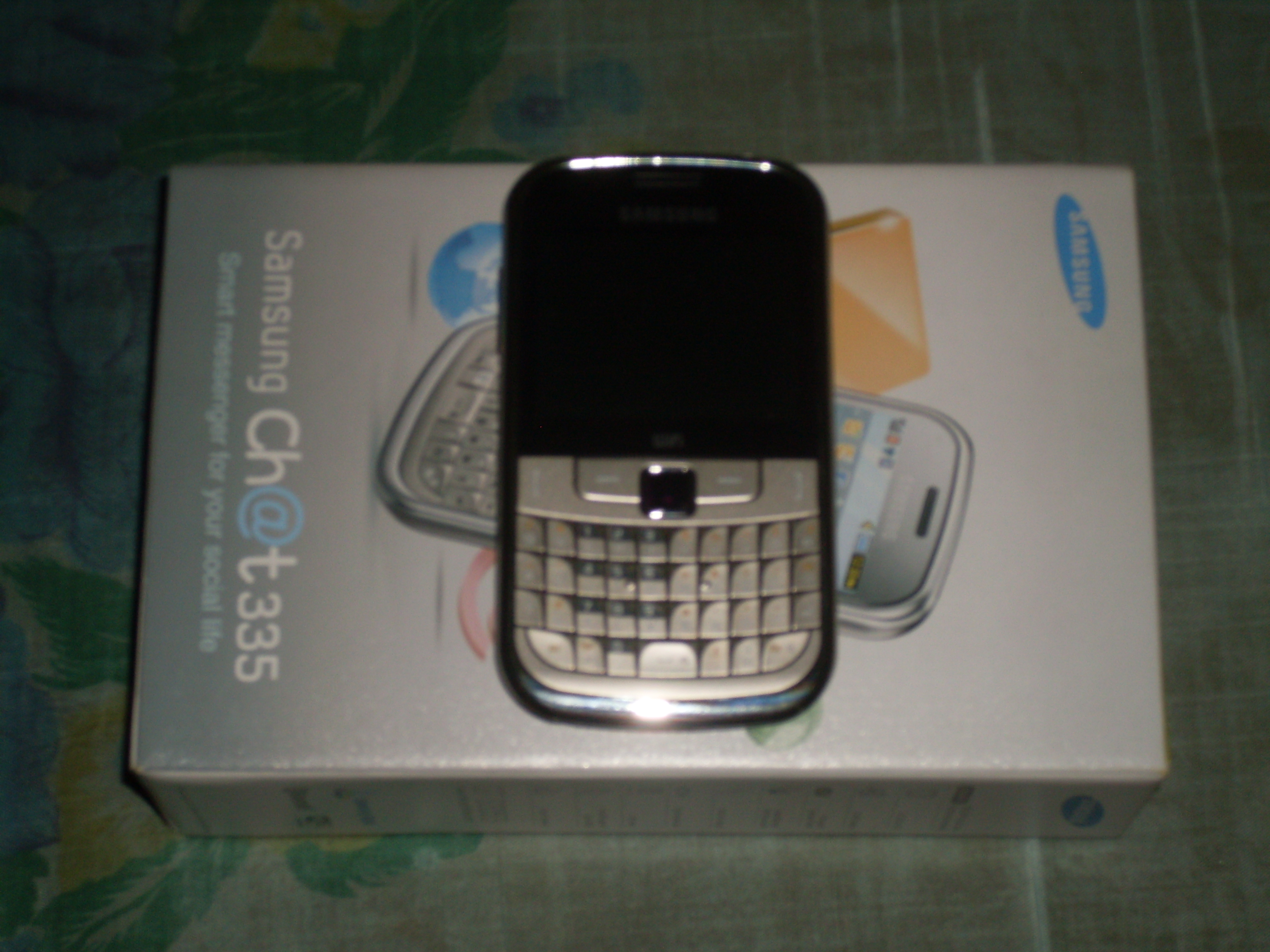
Jeden z telefonów z serii - Samsung S3350 Ch@t 335

Samsung Ch@t - seria telefonów firmy Samsung wyprodukowanych do łatwego korzystania z portali społecznościowych i telekomunikacji tekstowej w formie czatu. W jej skład wchodzą telefony:
- Samsung B3410W Ch@t (2010)
- Samsung C3222 Ch@t 322 (2010)
- Samsung C3500 Ch@t 350 (2010)
- Samsung E2222 Ch@t 222 (2011)
- Samsung S3350 Ch@t 335 (2010)
- Samsung S3570 Ch@t 357 (2012)